# Lanternlight
Singles de Nightwish
An Ocean of Strange Islands
(2024)
Lanternlight est une chanson du groupe de metal symphonique finlandais Nightwish. Il sort le 20 septembre 2024 comme quatrième single de leur dixième album studio Yesterwynde.

## Description
Lanternlight est la première chanson que Tuomas Holopainen est écrite pour l'album. Il l'a considère comme « la conclusion naturelle du voyage Yesterwynde ».
Il s'agit d'une « une chanson d'amour qui tend vers l'intemporel, une musique qui immortalise les souvenirs de ceux qui nous sont chers »,.

## Crédits

### Membres
- Floor Jansen — chants
- Emppu Vuorinen — guitares
- Jukka Koskinen — basse
- Kai Hahto — batterie, percussions
- Tuomas Holopainen — claviers, production, mixage, arrangements parties de chœurs et d'orchestres
- Troy Donockley —  Uilleann pipes, low whistle, guitares, bouzouki, bodhrán, Instruments à vent, guitares, chant, enregistrement